# Wülfrath
Wülfrath település Németországban, azon belül Észak-Rajna-Vesztfália tartományban. Lakosainak száma 21 009 fő (2023. december 31.). Wülfrath Wuppertal, Velbert, Neviges, Velbert-Mitte és Heiligenhaus községekkel határos.

## Népesség
A település népességének változása:
| Lakosok száma | 19 897 | 21 196 | 21 035 | 21 009 | 21 100 | 21 009 |
|               | 1975   | 2017   | 2019   | 2021   | 2022   | 2023   |